# Jessica Dickons
Jessica Dickons (Stockton-on-Tees, 17 agosto 1990) è una nuotatrice britannica.
Dopo l'oro conquistato nel 2006 agli Europei Juniores di Palma di Maiorca nei 200 m farfalla, sulla stessa distanza è riuscita a vincere un bronzo agli europei in vasca corta di Helsinki.
Lo stesso traguardo lo raggiunge nel 2008 ai Mondiali in vasca corta di Manchester.

## Palmarès
- Mondiali in vasca corta

Manchester 2008: bronzo nei 200m farfalla.
- Europei in vasca corta

Helsinki 2006: bronzo nei 200m farfalla.
Stettino 2011: bronzo nei 200m farfalla.
- Universiadi

Shenzhen 2011: oro nei 200m farfalla.
- Europei giovanili

Budapest 2005: bronzo nei 200m farfalla.
Anversa 2007: oro nei 200m farfalla e argento nei 400m misti.